# Camil Sălăgean
Camil Sălăgean (n. 1873, Moftinu Mic Satu Mare – d. secolul XX) a fost un deputat în Marea Adunare Națională de la Alba Iulia, organismul legislativ reprezentativ al „tuturor românilor din Transilvania, Banat și Țara Ungurească”, cel care a adoptat hotărârea privind Unirea Transilvaniei cu România, la 1 decembrie 1918.:p. 77

## Biografie
Camil Sălăgean a fost directorul Liceului de băieți din Beiuș și a fost investit cu funcția de canonic onorar.:pp.1-2.

## Activitatea politică

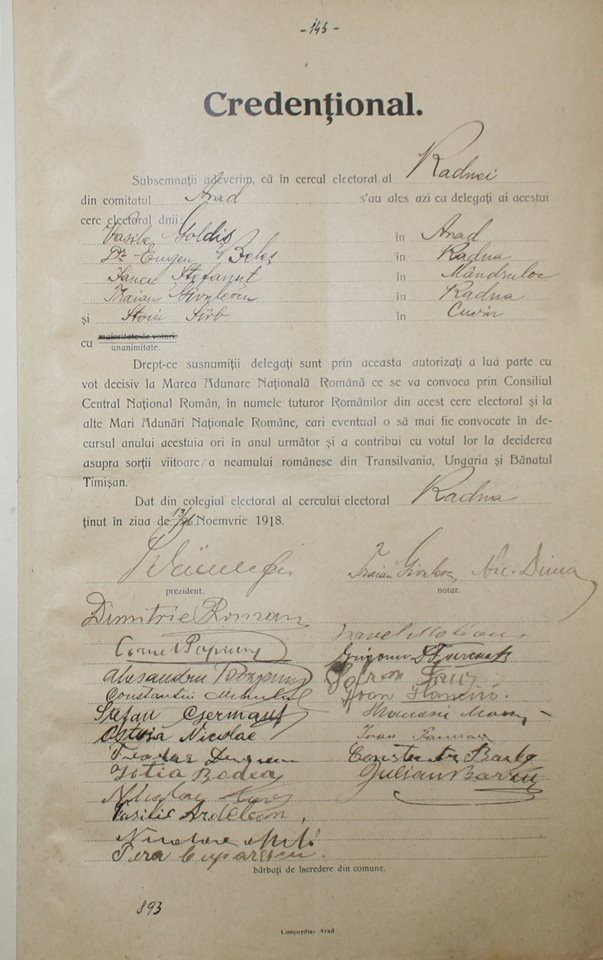
Credențional

A fost ales delegat al Școlii civile greco-catolică română din Beiuș, pentru Comitatul Bihor la Marea Adunare Națională de la Alba-Iulia, unde a votat unirea Ardealului cu România, la 1 decembrie 1918.